# Hermann von Gilm zu Rosenegg
Hermann von Gilm zu Rosenegg (født 1. november 1812 i Innsbruck, død 31. maj 1864 i Linz) var en østrigsk digter. 
Han studerede jura i Innsbruck, trådte i statens tjeneste og blev 1847 ansat i Wien først i hofkancelliet, derpå i indenrigsministeriet for 1856 at gå til Linz som statholderens sekretær. Fra sin ungdom var han en begejstret beundrer af Tyrols natur, en forfægter af frisindede anskuelser i politik og religion og en ivrig modstander af jesuiterne, der til gengæld stadig søgte at underminere hans stilling. Som lyriker udmærkede Gilm zu Rosenegg sig ved friskhed og varme i sprog og tanke, enten han i Jesuitenlieder angriber munkekutterne, eller han i Sonette aus Wälschtirol og Sommerfrischlieder aus Natters skildrer Tyrols naturskønheder og folkeliv. Kendt er især sangen Allerseelen, som Richard Strauss har komponeret. I Schützenlieder giver han sine patriotiske følelser luft. Først efter hans tidlige død udkom i Wien (1864—65) hans samlede digte, senere har Arnold von der Passer udgivet et udvalg af dem, deriblandt Jesuitenlieder. Hugo Greinz udgav en samlet udgave i Reclams universitetsbibliotek 1895. Gilm zu Roseneggs fødehus i Innsbruck er nu smykket med digterens marmorbuste.